# Bernardo Fernández Cos
Bernardo Fernández Cos (Córdoba, 31 maart 1949) is een voormalig Argentijns voetballer. Hij speelde als aanvaller. Zijn voetbalnaam was el Cuchi Cos.
Cos vertrok samen met zijn landgenoot Juan Carlos Heredia begin jaren zeventig van CA Belgrano naar FC Barcelona. Aangezien buitenlanders destijds niet in de Spaanse Primera División mochten spelen, kon Cos niet voor FC Barcelona spelen in de competitie. Vanaf 1973 waren twee buitenlanders per club toegestaan en Cos speelde dat jaar zijn eerste competitiewedstrijd voor FC Barcelona. Veel indruk kon de Argentijn echter niet maken en uiteindelijk werd Cos in 1976 aan Burgos CF verkocht. Hij speelde met deze club nog twee seizoenen (1976/1977, 1977/1978) in de Primera División.